# Joseph-Herrmann-Denkmal

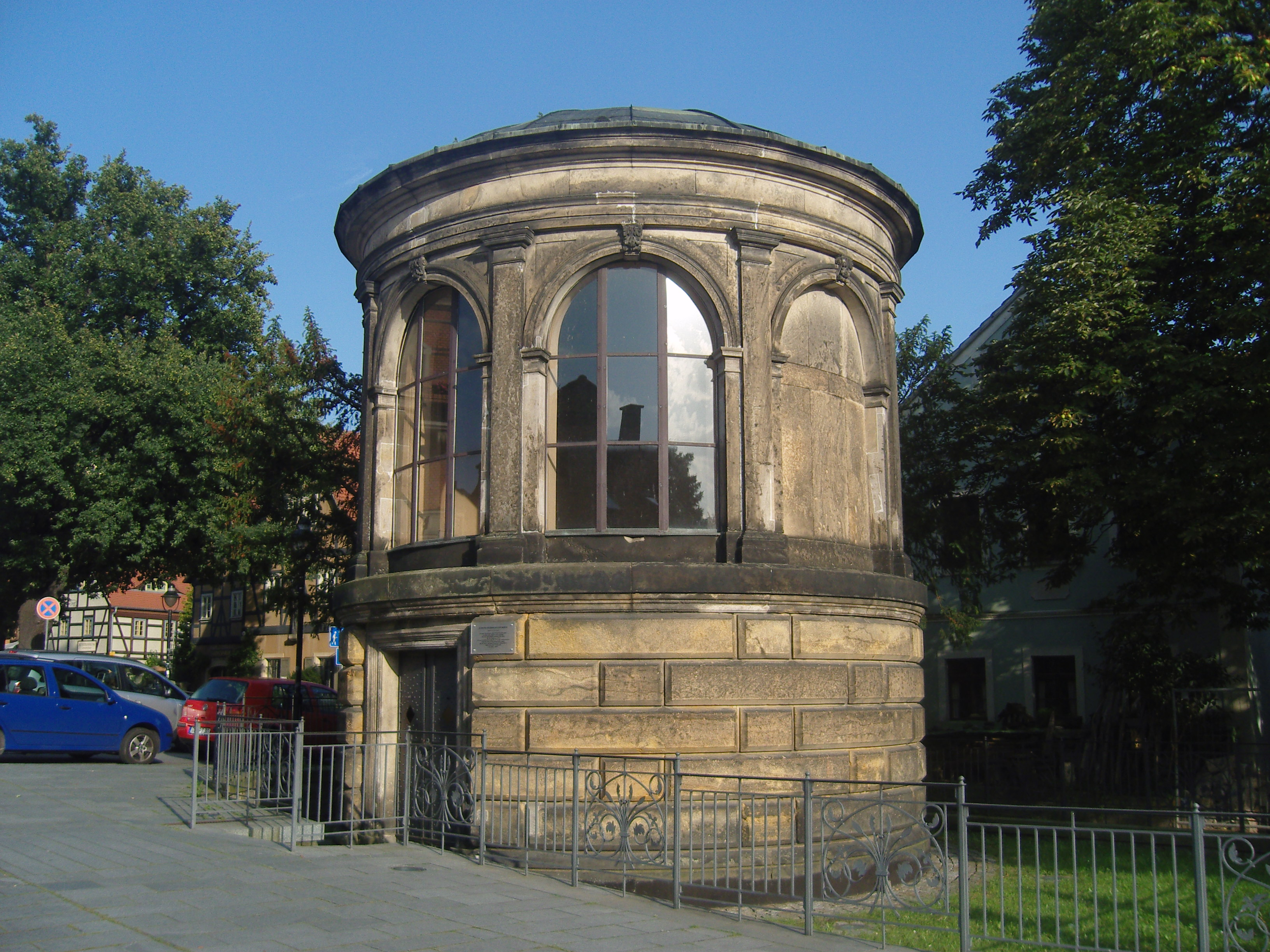
Außenansicht

Das Joseph-Herrmann-Denkmal befindet sich an der Friedrich-Wieck-Straße in der Nähe des Körnerplatzes im Dresdner Stadtteil Loschwitz. Es wurde 1869 vom Dresdner Bildhauer Joseph Herrmann zum Andenken an seinen Vater Joseph Dominik Herrmann errichtet und steht seit 1974 unter Denkmalschutz.

## Geschichte
Joseph Dominik Herrmann wirkte als Künstler in Loschwitz. Am 24. Februar 1799 beobachtete er zwei Schiffer auf der Elbe, die durch einen schweren Eisgang auf dem Fluss in Lebensgefahr geraten waren. Die Schiffer kamen aus Prossen bei Bad Schandau und waren mit ihrem Boot ins Eis geraten. Herrmann erkannte die Situation und folgte ihnen mit einem Pferd bis zu einer geeigneten Stelle, wo er sie mit Hilfe von Seilen erreichen und damit aus dem Fluss retten konnte.

## Denkmal

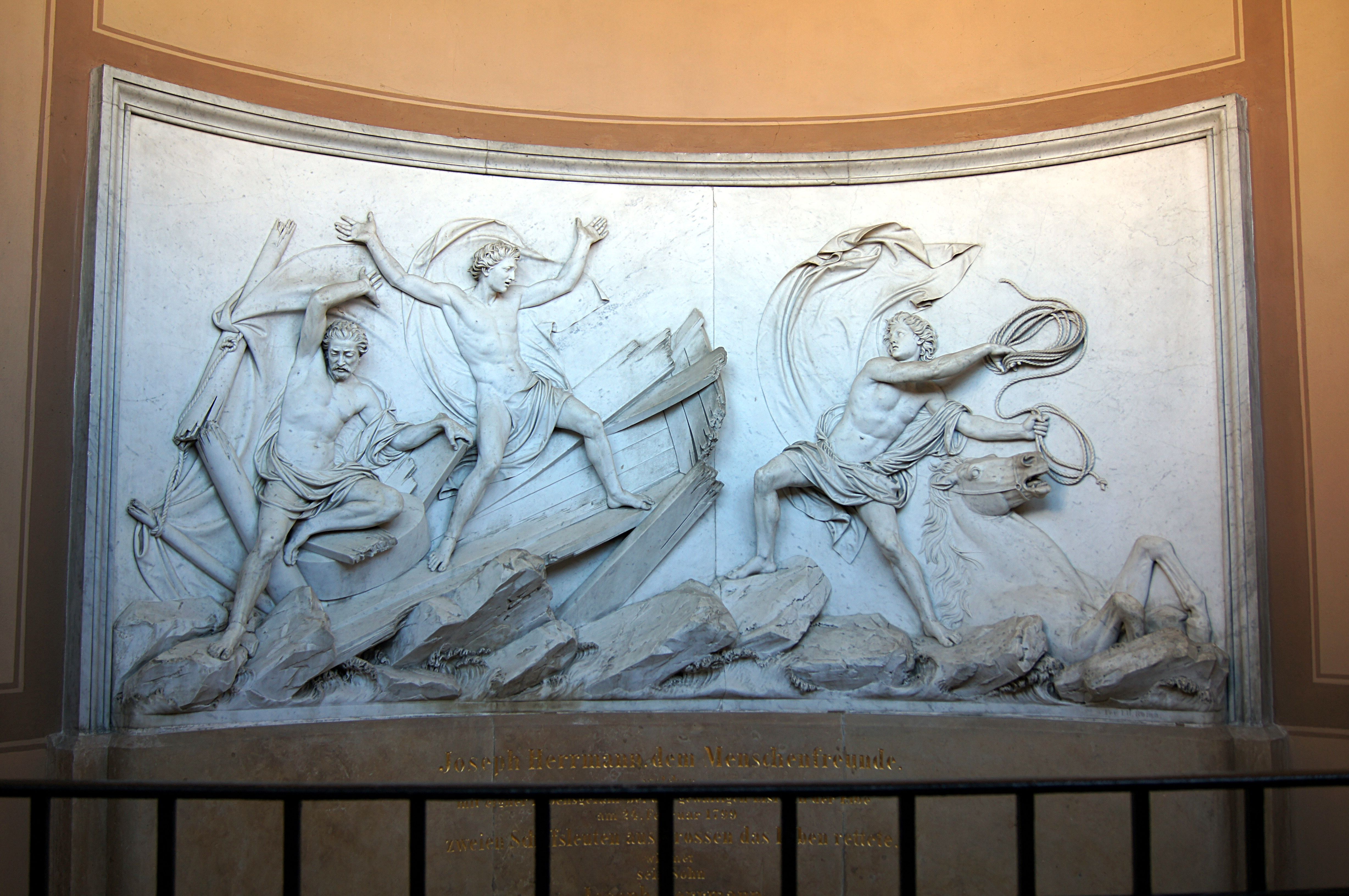
Marmorrelief

Joseph Herrmann entwarf zum Gedenken an die Tat seines Vaters 1868/69 ein Relief, das die Szene der Rettung der beiden Schiffbrüchigen auf der vereisten Elbe darstellt. Er fertigte das Werk in Rom, als Baustoff verwendete er Carrara-Marmor. Das Rundrelief wurde anschließend nach Loschwitz gebracht und in einem dafür errichteten steinernen Pavillon installiert. Die Finanzierung des Pavillons übernahm die zu diesem Zweck gegründete Joseph-Herrmann-Stiftung. Das Denkmal wurde ab 1984 von außen und ab 1991 innen restauriert.
Die Inschrift unter dem Relief lautet:
Joseph Herrmann, dem Menschenfreunde,

welcher mit eigner Lebensgefahr

bei der gewaltigen Eisfluth der Elbe

am 24. Februar 1799

zweien Schiffsleuten aus Prossen das Leben rettete,

widmet sein Sohn Joseph Herrmann

dieses nach eigenem Entwurfe ausgeführte

und errichtete Denkmal

im Jahre 1869.
Im Volksmund wird das Joseph-Herrmann-Denkmal aufgrund seiner Form als Senfbüchse bezeichnet.